# Samuel Colt (aktor)
Samuel Colt (ur. 6 grudnia 1973 w Salem) – amerykański aktor pornograficzny, kulturysta, działacz na rzecz LGBTQ.

## Życiorys

### Wczesne lata
Urodził się i wychowywał w Salem w stanie Oregon. Służył przez osiem lat w rezerwach armii, gdzie był medykiem bojowym.
Był także entuzjastą motocykli. Przez lata zatrudniony był jako webmaster stron internetowych o tematyce erotycznej. Pracował m.in. dla witryny Hot House Entertainment.

### Kariera

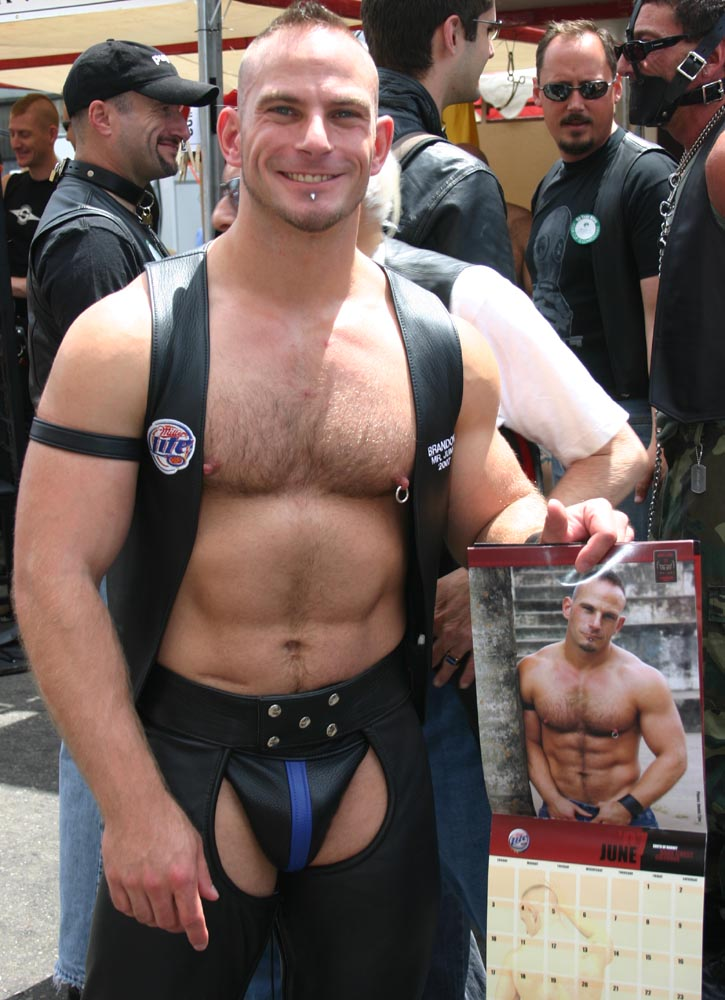
Samuel Colt

Zajmował się kulturystyką i brał udział w kilku prestiżowych zawodach związanych z tym sportem. Wkrótce przeprowadził się do San Francisco. Zwyciężył w zawodach i zdobył tytuły Mr. San Francisco Leather i Mr. Powerhouse.
W 2009 był finalistą i zajął piąte miejsce w międzynarodowym turnieju Internacional Mr. Leather na szczeblu ogólnokrajowym w Chicago. Kilka dni po tym, nawiązał współpracę z wytwórnią gejowskich filmów pornograficznych Falcon Entertainment i podpisał trzyletni kontrakt z oddziałem firmy Falcon - Mustang Studios, debiutując w filmie Green Door (2009). Stał się znany ze swojej muskularnej budowy ciała.
Pojawi się na okładce magazynów - „Men” (w sierpniu 2009) i „Unzipped” (w marcu 2010). Wziął udział w produkcjach Mustang Studios: Sounding #3 (2009), Darkroom (2009), Adrenaline (2010), Rhodes' Rules (2010), Crotch Rocket (2010), Depths of Desire – Part 2 (2010), Fit for Service (2010), Worked Up (2011) i He's Got a Big Package (2011), a także Jet Set Men Straight Edge 4 (2009), Colt Muscles in Leather (2011) czy Falcon Studios/Hard Friction All Access (2011).

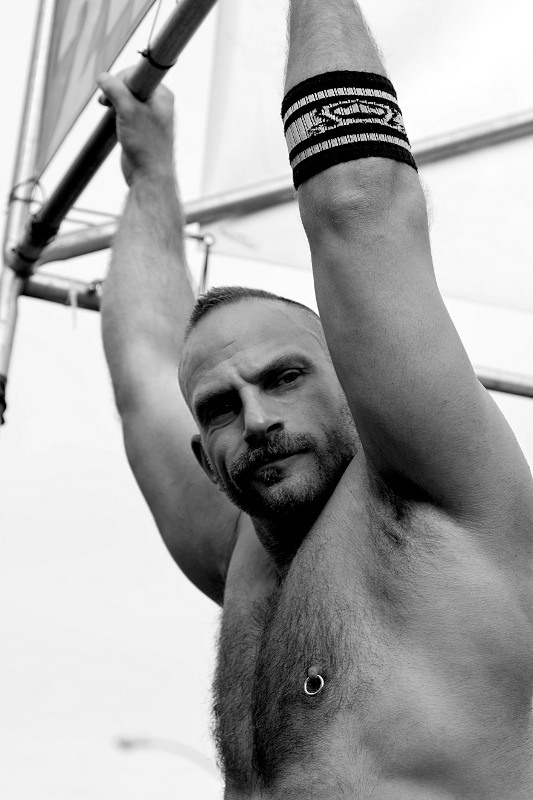
Samuel Colt (2015)

W 2010 został uhonorowany nagrodą Grabby dla „Najlepszego debiutanta roku”. W marcu 2010 magazyn „Unzipped” wyróżnił go tytułem „Mężczyzna roku”. W listopadzie 2010 trafił również na okładkę magazynu „Zeus”. W grudniowo-styczniowym numerze „Paper Magazine” zadebiutował jako autor. Brał udział w reklamie Cybersocket zestawu do klonowania penisa Clone-A-Willy i Create-A-Mate.
W 2011 otrzymał dwie statuetki Grabby Award w kategoriach „Wykonawca roku” i „Najlepsza scena ejakulacji” w filmie Crotch Rocket (2010).
Współpracował z firmą Servicemember - Legal Defense Network nad projektem Stop AIDS Project-Teach Me Kink, Project OpenHan.
W lipcu 2015 zajął czwarte miejsce w rankingu „Najseksowniejsza gejowska gwiazda porno” (Los actores porno gay mas sexys listado 4), ogłoszonym przez hiszpański portal 20minutos.es.
Jest homoseksualistą. Przyjaźnił się z Erikiem Rhodesem (zm. 2012). Jego partnerem był aktor pornograficzny Tony Aziz. Związał się z raperem Chrisem Porterem.

## Osiągnięcia w kulturystyce
| Rok  | Federacja kulturystyczna          | Mistrzostwa                                               | Kategoria                  | Rezultat    |
| ---- | --------------------------------- | --------------------------------------------------------- | -------------------------- | ----------- |
| 2008 | NPC (National Physique Committee) | Contra Costa Bodybuilding, Figure & Fitness Championships | debiutant wagi półciężkiej | 6. miejsce  |
| 2008 | NPC (National Physique Committee) | Contra Costa Bodybuilding, Figure & Fitness Championships | waga półciężka             | 11. miejsce |
| 2013 | NPC (National Physique Committee) | California State Championships                            | debiutant wagi półciężkiej | 9. miejsce  |

## Nagrody i nominacje
| Rok  | Nagroda                                      | Kategoria                         | Film                 | Inni wykonawcy                             | Rezultat  |
| ---- | -------------------------------------------- | --------------------------------- | -------------------- | ------------------------------------------ | --------- |
| 2010 | Grabby Award                                 | Najlepszy nowy przybysz           | -                    | ex aequo z Austinem Wilde                  | Wygrana   |
| 2010 | Cybersocket Awards                           | Najlepsza gwiazda porno           | -                    | -                                          | Nominacja |
| 2010 | Trendy Award                                 | Najmodniejsza gwiazda fetyszu     | -                    | -                                          | Wygrana   |
| 2010 | TLA Gay Award                                | Ulubiony nowicjusz                | -                    | -                                          | Wygrana   |
| 2010 | JRL Gay Film Award                           | Najlepszy nowy przybysz           | -                    | -                                          | Nominacja |
| 2011 | Hookies Awards (International Escort Awards) | Najlepszy wykonawca Live          | -                    | -                                          | Nominacja |
| 2011 | Hookies Awards (International Escort Awards) | Najlepsza gwiazda porno           | -                    | -                                          | Wygrana   |
| 2011 | Grabby Award                                 | Wykonawca roku                    | -                    | ex aequo z Brentem Everettem               | Wygrana   |
| 2011 | Grabby Award                                 | Najlepsza scena ejakulacji        | Crotch Rocket (2010) | Árpád Miklós, Alessio Romero i Brenn Wyson | Wygrana   |
| 2012 | XBIZ Award                                   | Gejowski wykonawca roku           | -                    | -                                          | Nominacja |
| 2012 | Grabby Award                                 | Atleci (Jocks)                    | -                    | -                                          | Nominacja |
| 2013 | Hookies Awards (International Escort Awards) | Najlepszy przyjaciel fantastyczny | -                    | -                                          | Wygrana   |